# Tabanus mordax
Tabanus mordax är en tvåvingeart som beskrevs av Austen 1911. Tabanus mordax ingår i släktet Tabanus och familjen bromsar. Inga underarter finns listade i Catalogue of Life.